# Narciso Pérez Reoyo
Narciso Pérez Reoyo (Burgos, siglo XIX-La Coruña, 1892) fue un médico, escritor y político español.

## Biografía
Doctor en Medicina, fue inspector de Sanidad Marítima y alcalde de La Coruña. Fue condecorado con varias grandes cruces. Escribió obras de medicina y viajes, entre ellas un Viaje a Egipto, Palestina y otros países de Oriente (1882), y colaboró en la prensa coruñesa. Legó a Burgos, su ciudad natal, una rica colección de cuadros. Fallecido en La Coruña el 18 de julio de 1892, fue padre de la también escritora Narcisa Pérez Reoyo, muerta prematuramente en 1876.